# 瓦雷塞利古雷
瓦雷塞利古雷（義大利語：Varese Ligure），是意大利拉斯佩齐亚省的一个市镇。总面积136平方公里，人口2177人，人口密度16.0人/平方公里（2009年）。ISTAT代码为011029。